# Piotr Łomako
Piotr Fadiejewicz Łomako (ros. Пётр Фаде́евич Лома́ко, ur. 29 czerwca?/12 lipca 1904 w Tiemriuku, zm. 27 maja 1990 w Moskwie) – wicepremier ZSRR (1962–1965), ludowy komisarz i minister kolorowej metalurgii ZSRR (1940–1948, 1950–1953, 1954–1957 i 1965–1986), Bohater Pracy Socjalistycznej (1974).

## Życiorys
Według oficjalnych dokumentów pochodził z rodziny robotnika rolnego, jednak sam twierdził, że pochodził z rodziny kozackiej. Od 1920 był kurierem, później kierownikiem działu ewidencyjnego rejonowego komitetu RKP(b) (do partii został przyjęty w 1925), w latach 1922–1923 był komisarzem oddziału do walki z bandytyzmem w Kraju Krasnodarskim, później kierownikiem wydziału rejonowego komitetu Komsomołu i przewodniczącym zarządu miejskiego związku zawodowego pracowników handlu. W 1927 skończył fakultet robotniczy w Krasnodarze, w latach 1927–1930 studiował w Moskiewskim Instytucie Gospodarki Narodowej, później do 1932 w Moskiewskim Instytucie Metali Kolorowych, następnie pracował w leningradzkim instytucie metalurgicznym "Giproaluminij", 1933–1937 pracował w fabryce "Krasnyj Wyborżec" jako majster, starszy majster, kierownik odlewni i zastępca głównego inżyniera. W 1937 został dyrektorem zakładu obróbki metali kolorowych w obwodzie włodzimierskim, w latach 1939–1940 szef Głównego Zarządu Przemysłu Aluminiowego, Magnezowego i Elektrodowego Ludowego Komisariatu Metalurgii Kolorowej ZSRR i zastępca ludowego komisarza metalurgii kolorowej ZSRR. Od 9 lipca 1940 do 29 lipca 1948 ludowy komisarz/minister metalurgii kolorowej ZSRR, następnie wiceminister przemysłu metalurgicznego ZSRR, od 28 grudnia 1950 do 15 marca 1953 ponownie minister kolorowej metalurgii ZSRR, od 14 października 1952 do 17 października 1961 zastępca członka KC KPZR. Od 15 marca 1953 do 8 lutego 1954 I wiceminister przemysłu metalurgicznego ZSRR, od 8 lutego 1954 do 10 maja 1957 ponownie minister kolorowej metalurgii ZSRR, od 29 maja 1957 do października 1961 przewodniczący Sownarchozu Krasnojarskiego Ekonomicznego Rejonu Administracyjnego, od 31 października 1961 do 25 kwietnia 1989 członek KC KPZR. Od 31 października 1961 do 23 listopada 1962 członek i zastępca przewodniczącego Biura KC KPZR ds. RFSRR, od 10 listopada 1962 do 2 października 1965 zastępca przewodniczącego Rady Ministrów ZSRR, od 10 do 24 listopada 1962 przewodniczący Państwowej Rady Naukowo-Ekonomicznej Rady Ministrów ZSRR. Od 24 listopada 1962 do 2 października 1965 przewodniczący Państwowego Komitetu Planowego ZSRR, od 2 października 1965 do 31 października 1986 ponownie minister kolorowej metalurgii ZSRR, następnie na emeryturze. Deputowany do Rady Najwyższej ZSRR 2 kadencji (1946–1950) i od 4 do 11 kadencji (1954–1989).
Pochowany na Cmentarzu Nowodziewiczym.

## Odznaczenia
- Medal Sierp i Młot Bohatera Pracy Socjalistycznej (11 lipca 1974)
- Order Lenina (siedmiokrotnie – 25 lipca 1942, 10 lutego 1944, 8 grudnia 1951, 15 lipca 1954, 11 lipca 1964, 25 sierpnia 1971 i 11 lipca 1974)
- Order Rewolucji Październikowej (11 lipca 1984)
- Order Czerwonego Sztandaru Pracy (dwukrotnie – 15 stycznia 1953 i 9 czerwca 1961)
- Order Czerwonej Gwiazdy (28 października 1967)
- Medal „Za pracowniczą dzielność” (5 maja 1949)

I medale.